# Upodabljajoče umetnosti in oblikovanje
Upodabljajoče umetnosti in oblikovanje:
- arhitektura,
- kiparstvo,
- risanje,
- slikarstvo,
- grafika,
- fotografija.
- grafično oblikovanje.
- industrijsko oblikovanje.
- modno oblikovanje.
- fotografija.